# Calopteryx syriaca
Calopteryx syriaca är en trollsländeart som beskrevs av Jules Pièrre Rambur 1842. Calopteryx syriaca ingår i släktet Calopteryx och familjen jungfrusländor. IUCN kategoriserar arten globalt som starkt hotad. Inga underarter finns listade i Catalogue of Life.

## Bildgalleri

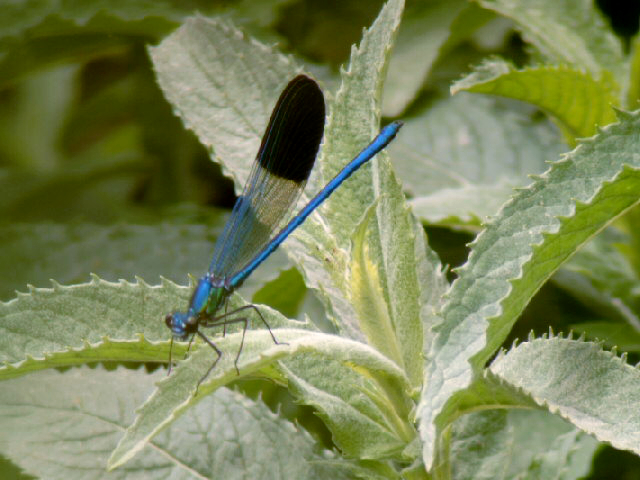
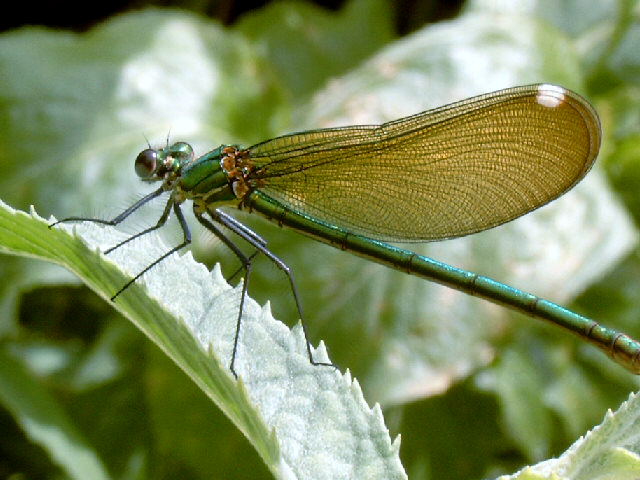